# Plano picado

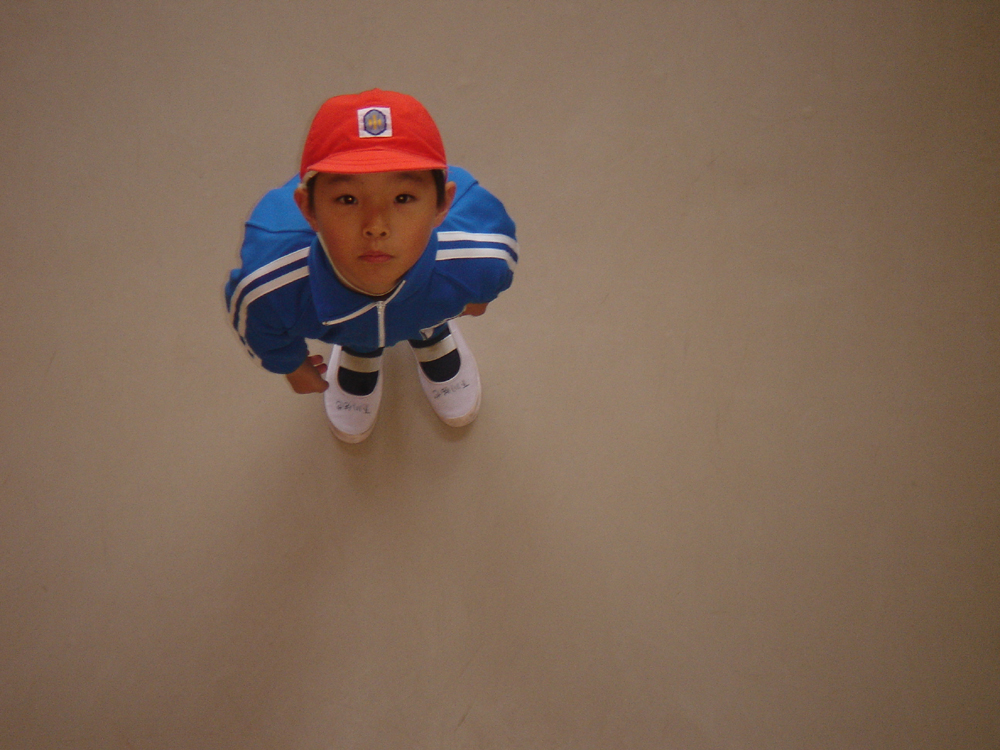
Ejemplo de ángulo cenital

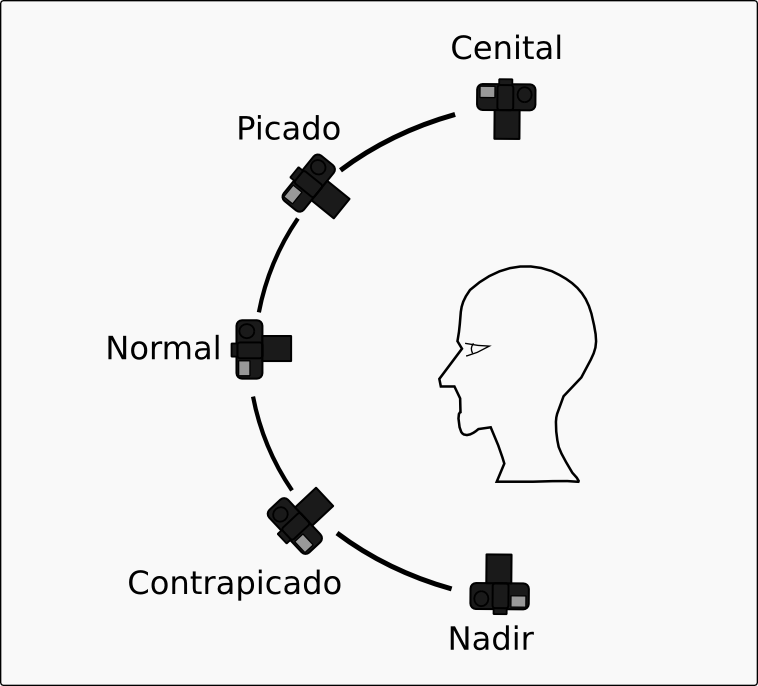
Ángulos de cámara fotográfica, de cine o televisión

En fotografía y cine, el plano picado es una angulación oblicua de la cámara, la cual se coloca mirando hacia abajo, sobre la escena, en un ángulo aproximado de 45° o más bajo la horizontal, hasta los 90°, que sería un ángulo cenital.
```
En el lenguaje audiovisual, esto sirve para transmitir una situación de indefensión, sumisión, inferioridad, simpatía, lástima o inseguridad del sujeto filmado o fotografiado hacia el espectador. 
```

Los planos picados nos colocan en una posición de aparente superioridad generando a veces empatía con respecto al sujeto enfocado. 
En la vida cotidiana se encuentran muchas imágenes de este tipo, por ejemplo, en las campañas presidenciales de apoyo, donde se necesita resaltar la figura del pueblo indefenso o de las clases más necesitadas. El plano picado es el opuesto al plano contrapicado que comunica lo contrario.
Una variante del plano picado es el plano cenital. En este caso la cámara forma un ángulo de 90 grados respecto la línea de tierra; es decir, es un plano completamente vertical, tomado de arriba hacia abajo.